# Коструба Анатолій Володимирович
Анатолій Володимирович Коструба (нар. 07 листопада 1978, Сімферополь, Кримська область, Українська РСР) — український вчений-правознавець, фахівець у галузі цивільного права. Доктор юридичних наук (2015), професор (2019).
З 2015 року професор кафедри цивільного права Навчально-наукового юридичного інституту Прикарпатського національного університету імені Василя Стефаника".
У 2022 році запрошений професор у Болонському університеті (м. Болонія, Італія).

## Життєпис
Народився в 1978 році у місті Сімферополь в сім'ї службовців.
У 1995 році вступив на навчання на юридичний факультет Сімферопольського державного університету імені М. В. Фрунзе (Таврійський національний університет імені В. І. Вернадського).
Після закінчення Таврійського національного університету імені В. І. Вернадського (2000) проходив навчання в аспірантурі Національної юридичної академії імені Ярослава Мудрого. Кандидат юридичних наук (2004).
З 2003 року до 2014 року — асистент, старший викладач, доцент кафедри цивільного та трудового права Таврійського національного університету імені В. І. Вернадського. Доцент (2009).
C 2014 року до 2019 року старший науковий співробітник Науково-дослідного інституту приватного права і підприємництва імені академіка Ф. Г. Бурчака Національної академії правових наук України (м. Київ). Доктор юридичних наук (2015).
З 2015 року професор кафедри цивільного права Прикарпатського національного університету імені Василя Стефаника (м. Івано-Франківськ). Професор (2019).
Забезпечує викладання в університеті навчальних дисциплін «Цивільне право України» для студентів 2 — 3 курсів, «Особисті немайнові права» для магістрів 1-го курсу спеціалізації «Приватне право», «Актуальні проблеми права інтелектуальної власності» для здобувачів рівня вищої освіти «Доктора філософії» (PhD), «Private Law» (англійською мовою) для студентів 3 курсу спеціалізації «Міжнародне та Європейське право».
Одружений, виховує трьох дітей.

## Наукова діяльність

###### Теорія коносамента-цінного паперу
Тема кандидатської дисертації «Коносамент як цінний папір». Дисертація захищена в 2004 році в Спеціалізованій вченій раді Національної юридичної академії України імені Ярослава Мудрого (м. Харків) під керівництвом доктора юридичних наук, професора В. Л. Яроцького.
Наукове значення роботи вченого полягає в тому, що їм вперше розглядається коносамент з позиції теорії цінних паперів. У дисертації дається правова характеристика коносаменту в цивілістичній доктрині, наводиться поняття коносаменту, переглянуто і вдосконалено перелік його реквізитів, запропонована класифікація видів коносамента. Особливу увагу приділяється вивченню правового значення застережень в тексті коносаменту.
Коструба А. В. є основоположником теорії коносамента як цінного папера на противагу панувавшої в період СРСР теорії договору.
Істотну увагу приділено розгляду проблеми цивільно-правового регулювання відносин, пов'язаних з обігом коносамента. Детально розглянуто питання механізму випуску, розміщення та погашення коносамента як цінного папера, визначено його функціональне призначення в цивільному обороті.

###### Теорія правоприпиняючих юридичних фактів
Тема докторської дисертації «Юридичні факти в механізмі припинення цивільних майнових відносин». Дисертація захищена в 2015 році в Спеціалізованій вченій раді Науково-дослідного інституту приватного права і підприємництва імені академіка Ф. Г. Бурчака Національної академії правових наук України (місто Київ). Наукове консультування підготовки дисертаційного дослідження здійснювалося доктором юридичних наук, професором Н. С. Кузнєцовою.
Наукові дослідження вченого присвячені вирішенню проблеми визначення механізму правоприпинення цивільних майнових відносин, встановленню його елементів, значення кожного з них в процесі припинення суб'єктивних цивільних прав і юридичних обов'язків або цивільних правовідносин в цілому, а також встановлення особливостей дії правоприпиняючих юридичних фактів в ньому.
Наукове значення проведених досліджень полягає в тому, що вченим вперше визначено поняття правоприпиняючих юридичних фактів як результату конкретних обставин дійсності (фактичного і юридичного), з правовою моделлю яких пов'язане настання наслідків у вигляді припинення суб'єктивних цивільних прав, юридичних обов'язків, а також цивільних правовідносин в цілому.
Розмежування юридичної і фактичної сторони юридичного факту, а також його наслідків в механізмі правоприпинення цивільних майнових відносин демонструє вплив права на суспільні відносини і визначає взаємодію правової (ідеальною) і фактичної (матеріальної) складових у правовому регулюванні суспільних відносин.
Кострубою А. В. вперше сформульовані загальні і спеціальні ознаки правоприпиняючих юридичних фактів.
Загальними ознаками правоприпиняючих юридичних фактів є конкретність, об'єктивованість, індивідуальність, просторова і темпоральна визначеність, нормативна формалізованість, інформативність і консеквентність.
До спеціальних належать: припиняючий характер, регресивність інформації, комбінованість юридичних наслідків.
Обґрунтовано, що правоприпиняючі юридичні факти можуть розглядатися як відносні, залежно від явищ, які вони припиняють. Як правило, юридичні факти розглядаються в аспекті припинення прав і правовідносин, але вони також можуть припиняти і юридичні обов'язки. У випадках, коли юридичні факти припиняють окремі правомочності суб'єктивних цивільних прав учасників правовідносин, щодо зазначених правомочностей вони виступають як правоприпиняючі, але, в залежності від правових наслідків, до яких вони призводять, по відношенню до інших правомочностей в складі суб'єктивних цивільних прав, суб'єктивних цивільних прав в цілому, юридичних обов'язків або правовідносин, вони можуть бути як правозмінні, так і правовстановлюючі.
Дослідження вченого в цій галузі є розвитком теорії юридичних фактів Красавчікова О. А. (1958), специфікуючи роль і значення окремих видів юридичних фактів в механізмі правового регулювання цивільних майнових відносин.
Коструба А. В. істотно розвинув погляди Алексєєва С. С. на механізм правового регулювання суспільних відносин (1966). Заслуга вченого полягає в розгляді окремого виду механізму правового регулювання — механізму правоприпинення цивільних майнових відносин як внормованого порядку припинення суб'єктивних цивільних прав (окремих правомочностей), юридичних обов'язків або цивільних правовідносин в цілому, в основі яких правоприпиняючі юридичні факти.
Вченим визначено місце правоприпинення в правовому регулюванні цивільних майнових відносин. Факт виконання програми, передбаченої нормами права, є моментом завершення реалізації права — його припинення як спосіб досягнення очікуваного правового результату. Правоприпинення в такому контексті є завершальним етапом правореалізації.
Неможливість досягнення мети правового регулювання внаслідок дефектності юридичних фактів у стадії правореалізації призводить до зміни його структури, появи нової стадії правового регулювання цивільних майнових відносин — стадії правоприпинення. На цій стадії здійснюється коригування правової моделі поведінки суб'єктів права до фактичних наслідків, що мають місце, з метою впорядкування елементів рівнів у системі за рахунок внутрішніх і зовнішніх факторів впливу на неї. У такий спосіб компенсується структурна дефектність нелінійної динамічної системи.
Кожна стадія правового регулювання забезпечується відповідним правовим механізмом. Зокрема, механізм припинення цивільних майнових відносин забезпечує правове регулювання в стадії правоприпинення і є структурним компонентом механізму правореалізації на етапі правоприпинення у відповідній стадії правового регулювання.
В розвиток вчення Алексєєва С. С. про механізм правового регулювання суспільних відносин Коструба А. В. коригує сталу структуру відповідних правових засобів. На думку вченого нормативний регулятор є не єдиним засобом впливу на оцінку суб'єктом можливості власних дій в соціальному середовищі. Вказане знаходить закріплення в сфері відносин, позбавлених державного імперативного примусу.
У сфері приватного права юридичне оформлення соціальних зв'язків між особами має обмежені рамки нормативного регулювання. Переважним, в такому випадку, виступає каузально-правове регулювання. Зазначене не може не вплинути на специфіку формування механізму правового регулювання цивільних відносин.
Тобто, цивільне правове регулювання суспільних відносин досягається за допомогою інших регуляторів, які мають спільну з нормою права природу, але при суб'єктної обмеженості своєї обов'язковості.
Наведене дає підстави стверджувати, що поряд з правовою нормою правовим засобом забезпечення дії механізму правового регулювання суспільних відносин виступають alter-нормативні регулятори (договір, звичай).
Але, наведеними формами регламентаційного впливу на суспільні відносини їх правова регламентація не вичерпуються. Поряд з нормативними і alter-нормативними регуляторами слід виділити наднормативні (принципи права) і quasi-нормативні (судові акти). Сутність quasi-нормативного регулятора полягає в підміні собою нормативного, наданням йому якості правової норми. При цьому, на відміну від alter-нормативних, природа quasi-нормативного регулятора характеризується відсутністю зустрічного волевиявлення сторін по його змістом і сфери застосування. Використання quasi-нормативного регулятора як правового засобу регламентації правових відносин є результатом дефекту в нормативному регулюванні суспільних відносин. В юридичному факті відсутня його нормативна основа, що перешкоджає виникненню правовідносин між їх учасниками.
Конвалідація дефекту моделі нормативного регулятора реалізується шляхом формування правової ілюзії необхідної норми. Її ілюзорність проявляється в специфіці її створення, характеру обов'язковості. При відсутності реальної, така норма формується судом в судовому акті, дія якого поширюється на певне коло осіб. Таким чином, за допомогою quasi-нормативного регулятора відбувається добудова права.
Так як правовою нормою не вичерпується регламентаційну вплив на суспільні відносини, відповідний елемент механізму правового регулювання вимагає свого структурного коригування. Коструба А. В. дає обгрунтування, що термінологічно, елементом механізму правового регулювання суспільних відносин виступає не правова норма, а певна сукупність тотожних правовій нормі юридичних конструкцій — правовий регулятор, що включає, як було зазначено, нормативний регулятор, наднормативні регулятор, alter-нормативний регулятор, quasi-нормативний регулятор.
Правоприпиняючі юридичні факти в механізмі припинення цивільних майнових відносин, на думку вченого, визначають його динаміку. Будучі ланцюгом юридичних фактів з прямий і непрямий причинно-наслідковим зв'язком, кожен з них є наслідком одного юридичного факту і одночасно підставою настання іншого.
Вченим доведено, що механізм правоприпинення є невід'ємною частиною етапу правоприпинення в стадії правореалізації, в якій, за допомогою правоприпиняючих юридичних фактів, забезпечується регулятивний вплив права на суспільні відносини. Такими правоприпиняючими юридичними фактами в речовому і зобов'язальному праві є: відчуження речі, належне виконання зобов'язань, приватизація майна, відмова від права власності, прощення боргу, залік зустрічних однорідних вимог, об'єднання боржника і кредитора в одній особі, припинення зобов'язань за домовленістю сторін, витікання терміну, передача відступного та інші.
В стадії правоприпинення, за допомогою відповідних правоприпиняючих юридичних фактів має місце компенсаційна дія механізму правоприпинення цивільних майнових відносин (знищення майна, звернення стягнення на майно, конфіскація, викуп пам'яток історії та культури, викуп земельних ділянок з мотивів суспільної необхідності, реквізиція, націоналізація, припинення права власності на майно, яке за законом не може належати особі, неможливість виконання зобов'язань, новація, припинення зобов'язання на вимогу сторони, смерть фізичного особи, ліквідація юридичної особи та інші).
Проведено науковий аналіз підстав і порядку припинення речових правовідносин, а також підстав припинення цивільно-правових зобов'язань в контексті їх функціонального призначення в механізмі правоприпинення цивільних майнових відносин.

###### Теорія юридичної особи
До числа досягнень вченого можна віднести також розробку інтегративної теорії юридичної особи, заснованої на критиці теорії фікції Ф. К. Савіньї (1876).
Загальновідомо, що юридична особа в приватному праві це фікція фізичної особи як суб'єкта права, яка створюється шляхом штучної концентрації прав і обов'язків, з метою задоволення інтересу її засновника. Наведені положення знайшли свого закріплення в теорії фікції Ф. К. Савіньї.
В основу конструкції юридичної особи закладена концепція обмеженою цивільно-правової відповідальності її учасника за результати господарської діяльності останньої. Це теоретичне положення знайшло свого закріплення в нормах чинного законодавства як Україна так багатьох європейських країн. Однак, сьогодні ми можемо спостерігаємо потребу в позитивній деформації цього концепту. Завдяки категоріям самостійної юридичної відповідальності та автономності участі в цивільному обороті юридична особа стає засобом досягнення неправомірних цілей.
Правосуб'єктність юридичної особи корпорації втілена в діяльності органів його управління. Однак, в процесі взаємодії його органів управління з іншими особами за приводу забезпечення діяльності юридичної особи можливі ситуації, коли учасники такого взаємодії переслідують різновекторні або взаємовиключні цілі.
Абсолютна правосуб'єктності автономність юридичної особи від людини об'єктивно призводить до зловживань, оскільки обумовленість правових наслідків діяльності юридичної особи від суб'єктивних дій фізичної особи, що перебуває за її «вуаллю» безперечна. Компенсаторністю такої автономії виступає розширення меж юридичної відповідальності фізичних осіб за результати діяльності юридичної особи, а також фрагментарне звуження автономії її участі в цивільному обороті, зокрема, в частині захисту своїх суб'єктивних цивільних прав. У такому випадку, за твердженням вченого, слід говорити про можливість пред'явлення майнових вимог на користь юридичної особи. У процесуальної доктрині англо-саксонської правової системи така конструкція отримала назву непрямого позову. Зловживання органів управління юридичною особою призводять до необхідності врегулювання питань їх відповідальності.
З іншого боку, управління юридичною особою дає можливість його учаснику впливати на формування волі корпорації. Зловживання таким учасником своїм правом, використовуючи автономію цивільно-правової відповідальності та майнової відокремленості юридичної особи, накладає на нього відповідальність за її зобов'язаннями. У державах правової системи Common law такий феномен набув значного поширення і розкритий в доктрині «зняття корпоративної вуалі».
У наведених умов, на думку вченого, слід визнати втрату «чистоти» Personificationstheorie Ф. К. Савіньї. Фікція юридичної особи набуває ознак реалістичності, які інтерполюються із інтересу особи до неї, а також інтересу до особи, що знаходиться за такою фікцією. Активна поведінка третіх осіб щодо діяльності юридичної особи в цивільному обороті, можливість ототожнення їх правового інтересу з інтересом юридичної особи, з одночасним відокремленням волі юридичної особи від волі осіб, які впливають на нього є свідченням реальності існування юридичної особи.
Коструба А. В. обґрунтовує позицію, що сьогодні конструкція юридичної особи розкривається не тільки в контексті теорії фікції Ф. К. Савіньї, а й інтегрує в собі основні положення теорії інтересу Р. Єрінга, який вважав, що права і обов'язки юридичної особи в дійсності належать тим реальним фізичним особам, які фактично використовують спільне майно і отримують від нього вигоду. Отже, визначаючи сучасний погляд на природу юридичної особи вченим синтезовані положення теорії фікції Ф. К. Савіньї з положенням про сутність людського субстрату в діяльності юридичної особи, які розгорнуті в теорії інтересу Р. Єрінга та отриманий якісно новий теоретичний підхід, що розкриває природу юридичної особи.
В цей час, в рамках розробленої ним «Інтегративної теорії юридичної особи» займається вивченням проблем корпоративного управління.

## Професійна діяльність
Трудову діяльність розпочав у 1998 році на посаді юриста акціонерного товариства (м. Сімферополь).
Працював юрисконсультом апарату виконкому Залізничної районної ради міста Сімферополя (2003—2005).
У 2002 році обраний депутатом Залізничної районної ради міста Сімферополя XXIV скликання. Голова Постійної комісії мандатної, з питань депутатської етики і діяльності, законості та правопорядку.
З 2003 року на посадах науково-педагогічного працівника в Таврійському національному університеті імені В. І. Вернадського.
З 2005 року займається приватною юридичною практикою. Адвокат (2007). є членом Національної асоціації адвокатів України. Входить до складу Комітету з питань інвестиційної діяльності та приватизації, який діє в структурі НААУ. Був керівником юридичної фірми «Primus inter pares» (м. Сімферополь).
З 2015 року професор кафедри цивільного права Прикарпатського національного університету імені Василя Стефаника (м. Івано-Франківськ).
У 2022 році запрошений Вільнюським університетом (м. Вільнюс, Литва) для викладання навчальних дисциплін студентам закладів вищої освіти, які призупинили навчальний процес унаслідок військової агресії Росії.
З 2019 року є членом Галузевої експертної ради Національного агентства із забезпечення якості вищої освіти (протокол № 9 від 29 серпня 2019). За внесок у розвиток системи якості вищої осіти в Україні відзначений подякою Національного агентства із забезпечення якості вищої освіти (протокол №1(30) від 24 січня 2023 року).
Протягом двох років входив до складу Науково-консультативної ради при Верховному Суді (Постанова Пленуму Верховного Суду від 30 березня 2018 № 3). Нагороджений подякою Голови Верховного Суду (наказ від 19 червня 2019 № 1662-К).
Входить до складу Науково-консультативної ради Конституційного суду України (Ухвала Конституційного Суду України від 9 квітня 2019 № 12-п / 2019)
Входить до складу секції 18 «Право» Наукової Ради Міністерства освіти і науки України (Наказ Міністерства освіти і науки України від 20 червня 2019 № 859 «Про затвердження складу Наукової ради Міністерства освіти і науки України, переліку та персонального складу секцій за фаховими напрямами»).
Входить до складу редакційної ради ряду міжнародних періодичних професійних видань, в тому числі, індексованих в міжнародній наукометричної базі Scopus & Web of Science, серед яких Heliyon, USA.

## Основні наукові публікації
Автор більш 225 наукових публікацій, 32 з яких опубліковані в періодичних наукових виданнях, включених до бібліографічних і реферативних баз даних Scopus (Scopus Author ID 57197823711) і Web of Science (Web of Science ResearcherID N-1070-2017).
1. Коструба А. В. Правова природа коносамента: постановка проблеми / А. В. Коструба // Сучасні проблеми юридичної науки і правозастосовчої діяльності: Тези наук. доп. та повідомлень учасн. наук. конф. мол. учених (м. Харків, 20-21 грудня 2001 р.). — Х. : Нац. юрид. акад. України ім. Я. Мудрого / відп. ред. М. І. Панов; ред. и предисл. М. І. Панов [та ін.] , 2002. — С. 56-58. — + Полнотекст. док;
2. Коструба А. В. Виникнення та розвиток коносамента як товаророзпорядчого цінного паперу // Вісник Академії правових наук. — 2002. — № 2 (29). — С. 196—204;
3. Коструба А. В. Особливості цивільно-правового регулювання відносин, повя'занних з обігом коносамента // Підприємництво, господарство і право. — 2002. — № 9. — С.55-58;
4. Коструба А. В. Реквізити коносаменту та їх правове значення // Підприємництво, господарство і право. — 2003. — № 1. — с. 51- 54;
5. Коструба А. В. Юридична сутність коносамента // Підприємництво, господарство і право. — 2003. — № 2. — С. 30-33;
6. Коструба А. В. Функціональне значення коносамента // Підприємництво, господарство і право. — 2003. — № 5. — С. 46 — 49;
7. Коструба А. В. Поняття юридичних фактів та їх ознаки в цивільному праві України // Часопис Київського університету права. — 2011. — № 1. — С. 168—171;
8. Коструба А. В. Нормотворчі засоби встановлення правоприпиняючих юридичних фактів у цивільному праві // Держава і право. — 2011. — № 53. — С. 324—330;
9. Коструба А. В. Виконання зобов'язання як правоприпиняючий юридичний факт у зобов'язальній сфері // Підприємництво, господарство і право. — 2012. — № 2. — С. 91–95;
10. Коструба А. В. Окреме провадження як форма встановлення правоприпиняючих юридичних фактів у цивільних правовідносинах // Часопис цивільного і кримінального судочинства. — 2013. — № 1(10). — С. 134—142;
11. Коструба А. В. Юридичні факти в механізмі правоприпинення цивільних правовідносин: моногр. / А. В. Коструба. — К. : Ін Юре, 2014. — 376 с;
12. Коструба А. В. Правова природа судового рішення в контексті теорії правоприпинення // Вісник господарського судочинства України. — 2014. — № 1. — С. 158—163;
13. Коструба А. В. Возникновение прав и обязанностей на объекты гражданского оборота // Харьковская цивилистическая школа: объекты гражданских прав: монография (параграф 4 глава 2 раздел 2) / И. В. Спасибо-Фатеева, В. И. Крат, О. П. Печеный и др.: под общ. ред. И. В. Спасибо-Фатеевой. — Харьков: Право, 2015. — с. 165—175;
14. Коструба А. В. Товарораспорядительный ценные бумаги // Харьковская цивилистическая школа: объекты гражданских прав: монография (параграф 7 глава 2 раздел 3) / И. В. Спасибо-Фатеева, В. И. Крат, О. П. Печеный и др.: под общ. ред. И. В. Спасибо-Фатеевой. — Харьков: Право, 2015. — с. 377—392;
15. Коструба А. В. Основание возникновения наследственных правоотношений и условия реализации наследственных прав // Харьковская цивилистическая школа: грани наследственного права (параграф 2 глава 3) / И. В. Спасибо-Фатеева, В. И. Крат, О. П. Печеный и др.: под общ. ред. И. В. Спасибо-Фатеевой. — Харьков: Право, 2016. — с. 199—206;
16. Коструба А. В. Теоретичні аспекти припинення договірних зобов'язань // Договірне регулювання приватноправових відносин в умовах євроінтеграційних процесів в Україні. Монографія / За заг. ред. академіка НАПрН України О. Д. Крупчана; наук. Ред. А. Б. Гриняк. — К., 2017. — 111—130. (334 с.);
17. Коструба А. В. Французька правова традиція апеляційності актів третейського судочинства в контексті реформування процесуального законодавства України //Принципи і тенденції застосування приватного права ЄС і пострадянських країн. Матеріали VII Міжнародного цивілістичного форуму, Київ, 11-12 травня 2017 року. –К.: ТОВ «Білоцерківдрук», 2018. С. 213—218;
18. Коструба А. В. Ответственность за нарушение договорных обязательств: проблемные вопросы правоприменения в контексте дуализма правового регулирования коммерческого оборота // Правовое регулирование предпринимательской деятельности в постсоветский период: Сб. научн. Ст. / под общ. Ред. Н. С. Кузнецовой и М К Сулейменова. — Харьков: Право, 2018. — 864с.: ил. — с. 321—331;
19. Коструба А. В., Пленюк М. Д. Юридичні факти в доктрині приватного права України: монографія. Київ: НДІ приватного права і підприємництва імені академіка Ф. Г. Бурчака НАПрН України, 2018. 281 с;
20. Коструба А. В. Теоретичне розуміння системи правових форм захисту корпоративних відносин // Вісник Національної академії правових наук України // То № 25. — № 1. — 2018. — с.97-120;
21. Kostruba A. V. Corporate governance: the main issues // EVOLUTION OF PRIVATE LAW — NEW CHALLENGES. edited by Piotr Pinior, Wojciech Wyrzykowski, Mateusz Żaba Katowice 2020. 220 р;
22. Коструба А. В. Теория юридического лица: интегративный подход / А. В. Коструба // Проблемы гражданского права и процесса: сб. науч. ст. Вып. 5 / ГрГУ им. Я. Купалы ; редкол.: И. Э. Мартыненко (гл. ред.) [и др.]. — Гродно: ГрГУ, 2020. — С. 79-87;
23. Kostruba A. V. The reform of the judicial system in Ukraine in 2014—2019: major achievements // Юридичний науковий електронний журнал. № 3. 2020.(http://lsej.org.ua/3_2020/27.pdf);
24. Kostruba A. V. Pedagogical model of the formation of professional competences of lawyers: Ukrainian reality // Часопис Київського університету права № 2. С. 31-36;
25. Kostruba A. Liability of corporate officials in the field of corporate governance: modern tendencies // Часопис Київського університету права. № 3. 2020. С.136-141.
26. Коструба А. В. Корпорація: досвід феноменологічного дослідження: монографія / А. В. Коструба. — К. : Талком, 2021. — 406 с.